# Eucalyptus torquata
Eucalyptus torquata là một loài thực vật có hoa trong Họ Đào kim nương. Loài này được Luehm. mô tả khoa học đầu tiên năm 1897.